# Estação Central (Metrô de Belo Horizonte)
A Estação Central de Belo Horizonte é a principal estação ferroviária da capital mineira. Está localizada no Centro de Belo Horizonte, com entrada principal na Praça Rui Barbosa ao lado da Avenida dos Andradas, em um trecho do Boulevard Arrudas. A estação é famosa tanto por sediar movimentos culturais como por ser o ponto de embarque inicial do trem de passageiros da Estrada de Ferro Vitória à Minas (EFVM) até a cidade de Cariacica, região metropolitana de Vitória, capital do Espírito Santo, além de também sediar uma das estações do Metrô de Belo Horizonte.
Em Maio de 2024, em função de um contrato de "naming rights" assinado entre a concessionária do metrô e a rede de supermercados BH, a estação de metrô passou a ser denominada Estação Central Supermercados BH.

## História
A estação seria construída pela Comissão Construtora da Nova Capital para ser o ponto inicial do Ramal Férreo da Capital do Estado de Minas Gerais, de 15 km de extensão, que se ligaria a Estrada de Ferro Central do Brasil, na localidade de General Carneiro. A inauguração do primeiro prédio da estação se daria em 7 de setembro de 1895, após o lançamento da pedra fundamental do prédio no ano anterior. Durante algum tempo, a estação seria batizada de Minas e seria uma das primeiras edificações da nova capital. Após a aquisição do Ramal Férreo da Capital do Estado de Minas Gerais pela União (através da Central do Brasil), a estação seria reconstruída. A inauguração do prédio atual, projetado por Caetano Lopes e Luiz Olivieri, seria realizada em 1922, quando a estação passou a ser denominada Central do Brasil.
Posteriormente, seria construída a expansão da Estrada de Ferro Vitória a Minas, sendo que seus trilhos chegariam a estação Central, que se tornaria uma das portas de entrada da capital mineira. Nos anos 1950, a entrada em serviço do Trem Vera Cruz que ligaria Belo Horizonte ao Rio de Janeiro, tornaria a estação Central cada vez mais movimentada. Com a decadência do transporte ferroviário na década de 1990, a estação Central se tornaria menos movimentada até a desativação do Vera Cruz em 1990 e da desativação da estação, obrigando os trens da RFFSA e o trem da Vitória a Minas de início a utilizarem um galpão ao lado da estação como terminal da linha. Alguns anos depois, o prédio original da estação voltaria a ser utilizado pelos trens da EFVM, recebendo movimentos diários de passageiros.
Em 1992, na época da desativação da estação, o trem de passageiros de longo percurso da RFFSA, que ligava a capital mineira à cidade de Montes Claros (pela Linha do Centro da antiga EFCB), deixou de circular. No final de 1996, durante a privatização da RFFSA, os trens de subúrbio da rede, que ligavam a capital mineira à cidade de Rio Acima, também foram desativados.
A estação receberia obras para receber a primeira linha do metrô de Belo Horizonte, cuja inauguração se daria em agosto de 1986. No ano seguinte, a CBTU construiria um prédio anexo ao da estação, transferindo parte da estrutura operacional para o mesmo, deixando o prédio da estação Central apenas com a sede administrativa da superintendência da CBTU e acesso para o novo prédio da estação do metrô. Durante muito tempo, o prédio permaneceria desocupado, sofrendo com a ação do tempo. No início da década de 2000 seria iniciado pelo Instituto Cultural Flávio Gutierrez em parceria com a CBTU, o projeto do Museu de Artes e Ofícios de Belo Horizonte. Após alguns anos de obras, a um custo de R$ 18 milhões, o museu seria inaugurado em dezembro de 2005.

## Patrimônio histórico
A Estação Central de Belo Horizonte é o principal edifício do conjunto arquitetônico e paisagístico da Praça Rui Barbosa, tombado pelo Instituto Estadual do Patrimônio Histórico e Artístico de Minas Gerais.

## Cultura popular
A estação serviria de inspiração para o poema Praça da Estação de Carlos Drummond de Andrade, publicado em 1982.

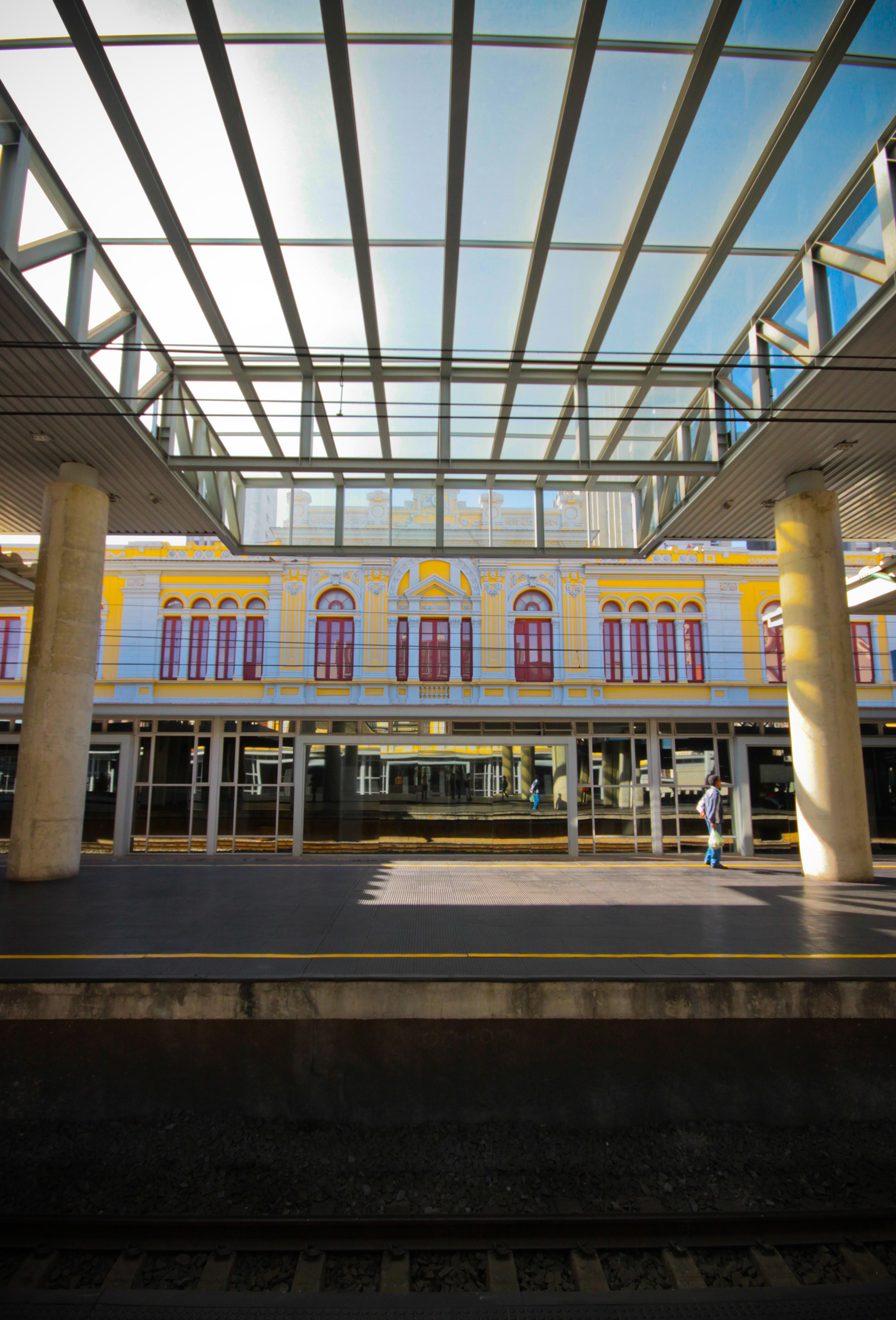
Prédio da estação Central de Belo Horizonte visto das plataformas de embarque do metrô
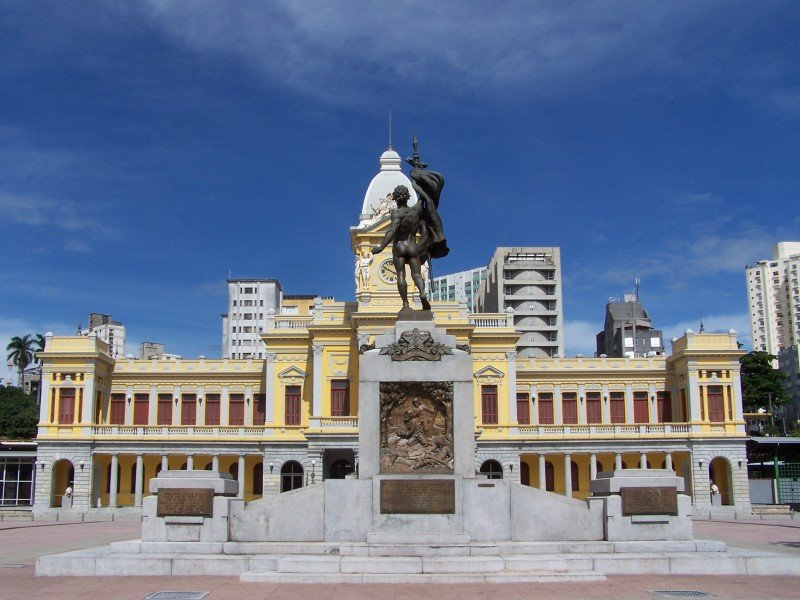
Monumento à Terra Mineira, obra do escultor italiano Giulio Starace inaugurada em 1930, na Praça Praça Rui Barbosa (Belo Horizonte), defronte à estação.

## Diagrama da estação
| EFVM |

|  | ↕ a ↕ |

|  | ↕ b ↕ |

|  | ↕ c ↕ |

| Museu |

|  | ↑ d ↑ |

| Metrô |

|  | ↕ e ↕ |

| Metrô |

|  | ↓ f ↓ |

| EFVM |

|  | ↕ a ↕ |

|  | ↕ b ↕ |

|  | ↕ c ↕ |

| Museu |

|  | ↑ d ↑ |

| Metrô |

|  | ↕ e ↕ |

| Metrô |

|  | ↓ f ↓ |

| EFVM |

|  | ↕ a ↕ |

|  | ↕ b ↕ |

|  | ↕ c ↕ |

| Museu |

|  | ↑ d ↑ |

| Metrô |

|  | ↕ e ↕ |

| Metrô |

|  | ↓ f ↓ |

| EFVM |

|  | ↕ a ↕ |

|  | ↕ b ↕ |

|  | ↕ c ↕ |

| Museu |

|  | ↑ d ↑ |

| Metrô |

|  | ↕ e ↕ |

| Metrô |

|  | ↓ f ↓ |